# Фарфоровая мануфактура Фульда

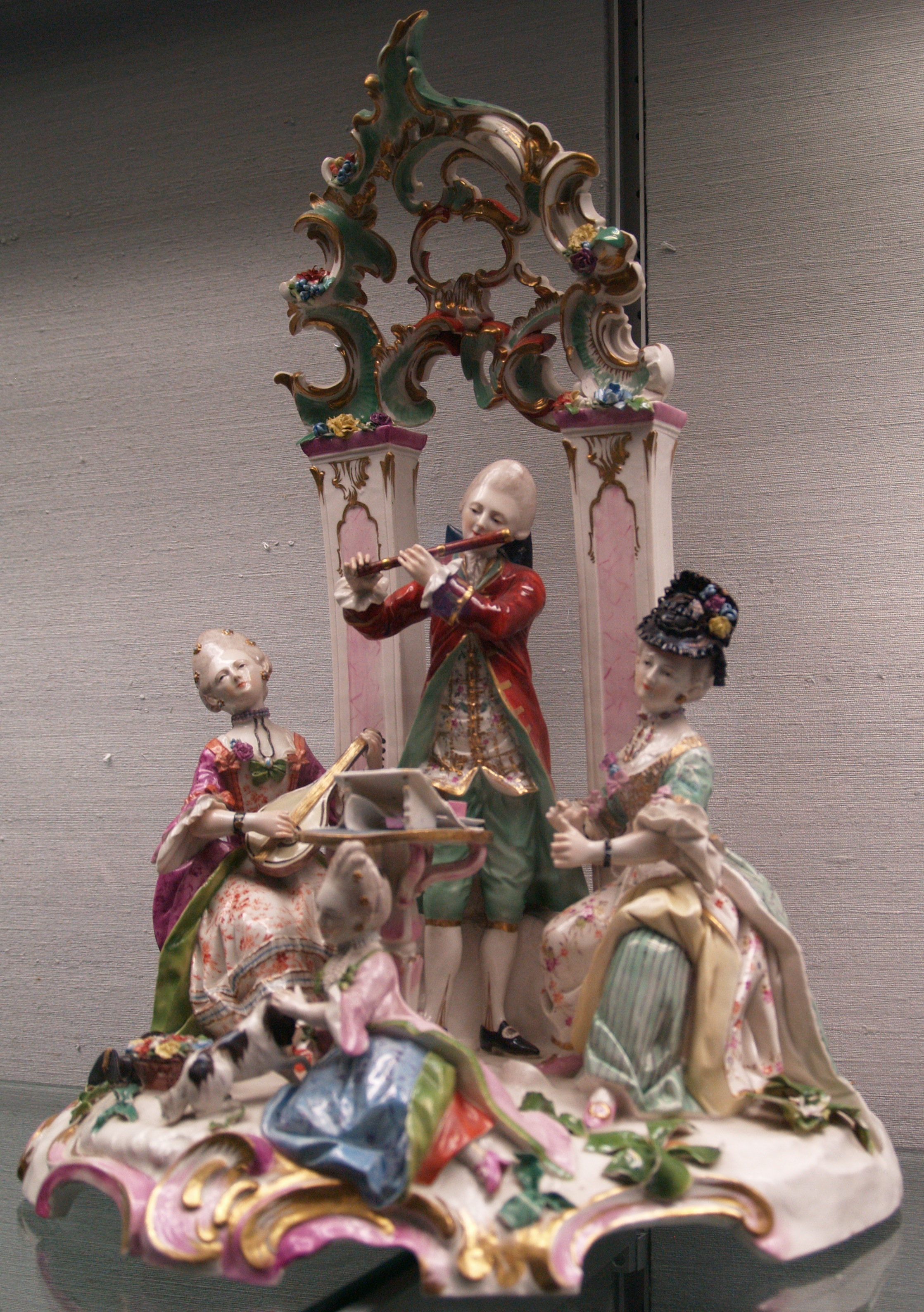
Музицирование. XVIII в. Фарфор, роспись. Фульда. Музей художественных ремёсел, Берлин

Фарфоровая мануфактура Фульда (нем. Die Porzellan-Manufaktur Fulda) — одна из ранних западноевропейских фарфоровых мануфактур XVIII века, действовавшая в 1763—1789 годах в городе Фульда (земля Гессен), центральная Германия. Марки мануфактуры: синяя подглазурная литера «F» (одинарная или двойная) под короной. В 1765—1780-х годах — иногда крест из герба города.
Мануфактура в этом городе была основана по инициативе принц-епископа и принц-аббата (в 1759—1788 годах) Генриха фон Бибра (Генриха VIII Фульдского). Но вскоре после его смерти была закрыта в 1789 году его преемником, принцем-епископом и принцем-аббатом Адальбертом фон Харшталем.
Мануфактура в Фульде выпускала различные изделия с характерной росписью, чаще в одном цвете: пурпуром или красно-бурой краской: рокайли, «немецкие цветы», мотивы шинуазри с замысловатыми бордюрами c позолотой. В эти годы в Германии был распространён особенный барочно-рокайльный стиль. Но более всего предприятие прославилось мелкой пластикой — фигурками с красочной росписью по моделям скульптора Лоренца Руссингера (Lorenz Russinger), ранее, в 1758—1765 годах, работавшего на мануфактуре в Хёхсте.